# Gonyaulacales
Ordre
Synonymes
- Gonyaulacida[2]

L’ordre des Gonyaulacales est un ordre d’algues dinophycées de la classe des Dinophyceae.

## Liste des genres et familles
Selon AlgaeBase (18 jan. 2022) :
- famille des Belodiniaceae Eisenack
- famille des Ceratiaceae (en) Kofoid
- famille des Cladopyxidaceae Kofoid
- famille des Goniodomaceae
- famille des Gonyaulacaceae Er.Lindemann
- famille des Gonyaulacales familia incertae sedis
- famille des Hystrichosphaeridiaceae Evitt
- famille des Lingulodiniaceae W.A.Sarjeant & C.Downie
- famille des Ostreopsidaceae (en) Lindemann
- famille des Pareodiniaceae Gocht
- famille des Protoceratiaceae Lindemann
- famille des Pterospermopsidaceae
- famille des Pyrocystaceae (Schütt) Lemmermann
- famille des Pyrophacaceae Lindemann
- famille des Rhaetogonyaulacaceae
- famille des Tovelliaceae Moestrup, Lindberg & Daugbjerg

Selon Catalogue of Life (10 mars 2019) :
- famille des Amphidomataceae
- famille des Areoligeraceae
- famille des Ceratiaceae
- famille des Ceratocoryaceae
- famille des Cladopyxidaceae
- famille des Crypthecodiniaceae
- famille des Goniodomataceae
- famille des Gonyaulacaceae
- famille des Heterodiniaceae
- famille des Lotharingiaceae
- famille des Mancodiniaceae
- famille des Pareodiniaceae
- famille des Pyrocystaceae
- famille des Scriniocassiaceae
- famille des Shublikodiniaceae

Selon ITIS (10 mars 2019) :
- famille des Calciodinellaceae F. J. R. Taylor, 1987
- famille des Ceratiaceae Lindemann, 1928
- famille des Ceratocoryaceae Lindemann, 1928
- famille des Cladopyxidaceae Stein emend. Balech
- famille des Crypthecodiniaceae Biecheler, 1952
- famille des Goniodomataceae Lindemann, 1928
- famille des Gonyaulacaceae Er. Lindem.
- famille des Heterodiniaceae Lindemann, 1928
- famille des Ostreopsidaceae Lindemann, 1928
- famille des Oxytoxaceae Lindemann, 1928
- famille des Pyrocystaceae (Schütt) Lemmermann, 1899
- famille des Pyrophacaceae Lindemann, 1928
- famille des Thecadiniaceae Balech, 1956

Selon NCBI (10 mars 2019) :
- famille des Amphidomataceae Sournia 1984
- famille des Calciodinellaceae
- famille des Ceratiaceae
- famille des Ceratocoryaceae
- famille des Cladopyxidaceae
- famille des Crypthecodiniaceae
- famille des Goniodomataceae Lindemann
- famille des Gonyaulacaceae
- famille des Heterodiniaceae
- famille des Pyrophacaceae
- genre Amphidiniella
- genre Grammatodinium
- genre Lingulodinium
- genre Pentaplacodinium Mertens, Carbonell-Moore, Pospelova & Head 2018

Selon Paleobiology Database (10 mars 2019) :
- non-classé Areoligeraceae
- genre Batiacasphaera
- genre Bourkidinium
- non-classé Ceratiaceae
- genre Chlamydophorella
- non-classé Cladopyxiaceae
- genre Cleistosphaeridium
- genre Dapsilidinium
- genre Dingodinium
- genre Ellipsoidictyum
- genre Elytrocysta
- genre Epiplosphaera
- genre Flamingoia
- genre Fusiformacysta
- genre Gardodinium
- non-classé Goniodomaceae
- non-classé Gonyaulacaceae
- genre Heslertonia
- genre Impletosphaeridium
- genre Membranilarnacia
- genre Membranilarnax
- genre Moorodinium
- genre Peridictyocysta
- genre Productodinium
- non-classé Shublikodiniaceae
- genre Tanyosphaeridium
- genre Tetrachacysta
- genre Valensiella
- genre Xiphophoridium

Selon World Register of Marine Species (10 mars 2019) :
- famille des Belodiniaceae Eisenack, 1969 †
- famille des Ceratiaceae Kofoid, 1907
- famille des Ceratocoryaceae Lindemann, 1928
- famille des Cladopyxidaceae Kofoid, 1907
- famille des Goniodomataceae Lindemann, 1928
- famille des Gonyaulacaceae Lindemann, 1928
- famille des Gonyaulacales familia incertae sedis
- famille des Heterodiniaceae Lindemann, 1928
- famille des Hystrichosphaeridiaceae Evitt, 1963 †
- famille des Ostreopsidaceae Lindemann, 1928
- famille des Protoceratiaceae
- famille des Pterospermopsidaceae Mädler, 1963 †
- famille des Pyrophacaceae Lindemann, 1928